# 勧修
勧修（かんしゅう、天慶8年（945年）? - 寛弘5年7月8日（1008年8月11日））は、平安時代中期の天台宗の僧。俗姓は志紀氏。諡号は智静。観修、長谷大僧正、解脱寺僧正とも。
11歳の時比叡山に上って稚児となり、その後出家して、寛和元年（985年）に余慶から灌頂を受けた。また勢祐からも学んでいる。長徳3年（997年）には、中国の宋から送られてきた天台宗に関する書物について師である実因とともに批判している。同年に園城寺長吏となり、長保2年（1000年）8月には大僧正に任じられている。寛弘2年（1005年）、藤原道長が宇治木幡に浄妙寺を建立した際にはその開山となった。没後の寛仁3年（1019年）12月に智静の諡号が贈られた。